# G&G Direction
株式会社ジーアンドジーディレクション（英: G&G Direction Inc.）は、日本のアニメ制作会社。G&G Entertainmentの子会社。多くの作品の場合、「G&G Direction」「G&G DIRECTION」「G&Gディレクション」等の名義でクレジットされる。

## 歴史
G&G Entertainmentの子会社として2000年に設立された。

## 主な作品

### テレビアニメ
- 勇午 〜交渉人〜 1st Negotiation（2004年）
- 人造昆虫カブトボーグ V×V（2006年-2007年、共同制作：G&G Entertainment）

### OVA
- CONCERTO.（2001年、アダルトアニメ、共同制作：G&G Entertainment）

### 制作協力
テレビアニメ
- 陽だまりの樹 （制作元請：マッドハウス、各話制作協力、2000年）
- ヴァンドレッド the second stage （制作元請：ゴンゾ、各話制作協力、2001年）
- りぜるまいん （制作元請：マッドハウス・イマジン、各話制作協力、2002年）
- 爆闘宣言ダイガンダー （制作元請：ブレインズ・ベース、各話制作協力、2002年）
- Weiß kreuz Glühen （制作元請：ユーフォーテーブル、各話制作協力、2002年）
- アストロボーイ・鉄腕アトム （制作元請：手塚プロダクション、各話制作協力、2003年-2004年）
- RAGNAROK THE ANIMATION （制作元請：G&G ENTERTAINMENT、制作協力、2004年）
- ブラック・ジャック （制作元請：手塚プロダクション、各話制作協力、2004年-2006年）
- フタコイ オルタナティブ （制作元請：ユーフォーテーブル、各話制作協力、2005年）
- IZUMO -猛き剣の閃記- （制作元請：トライネットエンタテインメント・スタジオ九魔、各話制作協力、2005年）
- おくさまは女子高生 （制作元請：マッドハウス、発注元：イマジン、各話制作協力、2005年）
- 戦国英雄伝説 新釈 眞田十勇士 The Animation （グループ・タックと共同制作、2005年）
- ガンパレード・オーケストラ （制作元請：ブレインズ・ベース、各話制作協力、2005年-2006年）
- Strawberry Panic （制作元請：マッドハウス、発注元：イマジン、各話制作協力、2006年）
- イノセント・ヴィーナス （制作元請：ブレインズ・ベース、各話制作協力、2006年）
- きらりん☆レボリューション （制作元請：SynergySP・G&G Entertainment、各話制作協力、2006年-2008年）
- コヨーテ ラグタイムショー （制作元請：ユーフォーテーブル、各話制作協力、2006年）
- 怪物王女 （制作元請：マッドハウス、発注元：イマジン、各話制作協力、2007年）
- もっけ （制作元請：マッドハウス・手塚プロダクション、各話制作協力、2007年-2008年）
- MAJOR メジャー 第4シリーズ （制作元請：SynergySP、各話制作協力、2008年）
- ヤッターマン（第2作） （制作元請：タツノコプロ、各話制作協力、2008年）
- アリソンとリリア （制作元請：マッドハウス、発注元：手塚プロダクション、各話制作協力、2008年）
- カオス;ヘッド -CHAOS;HEAD- （制作元請：マッドハウス、発注元：イマジン、各話制作協力、2008年）
- スティッチ! （制作元請：マッドハウス、各話制作協力、2008年-2009年）
- NEEDLESS （制作元請：マッドハウス、発注元：イマジン、各話制作協力、2009年）
- FAIRY TAIL （制作元請：A-1 Pictures・サテライト、ED制作協力、2009年）
- 遊☆戯☆王5D's （制作元請：ぎゃろっぷ、各話制作協力、2010年-2011年）
- ウルヴァリン （制作元請：マッドハウス、各話制作協力、2011年）
- プリティーリズム・オーロラドリーム （制作元請：タツノコプロ、各話制作協力、2011年）
- 遊☆戯☆王ZEXAL （制作元請：ぎゃろっぷ、各話制作協力、2011年-2012年）
- 遊☆戯☆王ZEXAL II （制作元請：ぎゃろっぷ、各話制作協力、2012年-2014年）
- ハヤテのごとく! Cuties （制作元請：マングローブ、各話制作協力、2013年）
- 遊☆戯☆王ARC-V （制作元請：ぎゃろっぷ、各話制作協力、2014年）
- ドラゴンボール超 （制作元請：東映アニメーション、動画、2015年）

劇場アニメ
- がんばれ!ジャイアン!! （制作元請：シンエイ動画、協力、2001年）
- 劇場版 ヤッターマン 新ヤッターメカ大集合! オモチャの国で大決戦だコロン! （制作元請：タツノコプロ、制作協力、2009年）
- 劇場版 マクロスF 恋離飛翼 〜サヨナラノツバサ〜 （制作元請：サテライト、制作協力、2011年）
- クレヨンしんちゃん 爆睡!ユメミーワールド大突撃（制作元請：シンエイ動画、制作協力、2016年）

Webアニメ
- いくぜっ! 源さん （制作元請：日本アニメーション、各話制作協力、2008年）

## 関連人物
- 望月敬一郎
- 宍倉敏
- 高橋和徳
- 中島豊秋